# 국민 생활이 제일
국민 생활이 제일(일본어: 国民の生活が第一 고쿠민노세이카쯔가다이치[*])은 2012년 7월 11일에 창당한 일본의 중도주의 정당이었다. 제46회 일본 중의원 의원 총선거를 앞두고 일본 미래당에 합류, 해산되었다. 일본 미래당이 선거에서 참패하자 국민 생활이 제일 출신의 당원들은 생활당으로 다시 떨어져나갔다.

## 같이 보기
- 일본의 정당